# ハジャル山脈
ハジャル山脈（ハジャルさんみゃく、アラビア語: جبال الحجر）は、オマーンの北部からアラブ首長国連邦東部に位置している山脈。アラビア語で石の山の意味。
オマーン山脈（جبال عمان）とも表記される。

ハジャル山脈の地形図

## 地理
オマーン最北端のムサンダムから北東部まで約650kmにわたって連なっている、花崗岩質の山脈で、始新世ごろにアラビアプレートがユーラシアプレートに衝突したことで形成された。山脈の中央部に位置するシャムス山は山脈の最高峰であり、オマーンの最高峰でもある。
UAE側は西ハジャル山脈、オマーン側は東ハジャル山脈に分けられる。山脈の北側にはバティナ平野、南側は高原に砂漠が広がる。

## 動植物相
アラビア半島の他の地域より、動植物相は豊かである。この山脈にみられる哺乳類はアラビアヒョウやマウンテンガゼル、アラビアタールなどで、鳥類はエジプトハゲワシやミミヒダハゲワシなどが生息している。標高1100mから2500mの間は野生のオリーブやイチジクの低木で覆われ、さらに高い所にはビャクシン属の植物が自生している。寒冷な渓谷ではザクロやアンズが栽培されている。